# Joseph Albert (homme politique)
Pour les articles homonymes, voir Joseph Albert et Albert.
Joseph Albert, né le 25 mars 1931 à Banyuls-sur-Mer (Pyrénées-Orientales) et mort le 29 septembre 1991 à Perpignan (Pyrénées-Orientales), est un viticulteur, syndicaliste et homme politique français.

## Biographie
Simple ouvrier agricole à Banyuls-sur-Mer, il adhère au Parti communiste français dès 1947, ainsi qu'à la CGT. Il devient premier secrétaire de la Fédération départementale du parti communiste en 1951 et le reste jusqu'en 1973. En 1973, il devient conseiller général du canton de Prats-de-Mollo-la-Preste, succédant à son camarade du parti communiste Guillaume Julia qui ne se représente pas, puis maire de Prats-de-Mollo-la-Preste en 1983, mandats qu'il conserve jusqu'à sa mort. 
Il est le candidat du PCF lors des élections législatives de 1962 et de 1968 dans la 1re circonscription des Pyrénées-Orientales : il se désiste en faveur de Paul Alduy (FGDS) lors du scrutin du 30 juin 1968.
Critique envers le PCF dès 1968, il en reste cependant la figure de proue dans le département des Pyrénées-Orientales pendant plusieurs années, ne rompant qu'en 1982, puis se rapprochant du Parti socialiste sans pour autant y adhérer.

## Responsabilités et mandats politiques
- Secrétaire de la fédération des Pyrénées-Orientales du Parti communiste (à partir de 1951)
- Premier secrétaire de la fédération des Pyrénées-Orientales du Parti communiste (1961 - 1973)
- Conseiller général du canton de Prats-de-Mollo-la-Preste de 1973 à sa mort.
- Maire de Prats-de-Mollo-la-Preste de 1983 à sa mort.

## Élections perdues
- Législatives de 1962, 1967, 1968, 1973 (devancé à chaque fois par Paul Alduy, pour lequel il se désiste)
- Cantonales, dans les années 1960, dans le canton de Perpignan-Est (devancé par Paul Alduy également)
- Lors des élections cantonales françaises de 1976, il manque de peu d'être élu président du conseil général des Pyrénées-Orientales, devancé par Léon-Jean Grégory